# 马尼乌斯·阿基利乌斯 (前101年执政官)
马尼乌斯·阿基利乌斯（拉丁語：Manius Aquillius，？—前88年）是公元前101年的罗马执政官。
他可能为前129年执政官马尼乌斯·阿基利乌斯之子，还是盖乌斯·马略的忠实拥护者。在马略第四次竞选执政官时，阿基利乌斯留待军中防范迁移中的辛布里人，以免其发动袭击，直至马略再次返回掌管军队。
为了表彰其忠心，前101年，马尼乌斯·阿基利乌斯与马略一同当选为执政官。任期结束后，因西西里奴隶起事导致罗马产生饥荒，他被派往镇压。其完全击溃萨尔维乌斯，故在前100年，得以在罗马举行一场小凯旋式。前98年，被卢基乌斯·傅菲乌斯指控在西西里行政不当。在审判时，前99年执政官马克·安东尼为其辩护。尽管罪证确凿，但他因战争中的勇猛表现而无罪释放。
前90年，阿基利乌斯被作为使者派往小亚细亚，帮助遭米特里達梯六世驱逐的尼科美德四世恢复王位。然而，在此事达成之后，阿基利乌斯怂恿尼科美德袭击本都的领土。这引起了米特里達梯的强烈反对，并最终引发了第一次米特拉达梯战争。
阿基利乌斯于前88年被米特里達梯击败，他试图逃往意大利，但在地中海上为米蒂利尼居民捕获。到达陆地之后，他被驮在驴上解往帕加马。在行程中，被迫承认他对安纳托利亚人民的所谓罪行。他的父亲曾为帕加马前罗马总督，因对当地施以沉重的税负而被人们厌恶。人们普遍认为，年轻的马尼乌斯·阿基利乌斯会追随父亲的脚步，以税务牟利，并被当地人民所憎恨。
阿基利乌斯最终被以将烧熔的金块倒入其喉咙的方式处死。根据一些不可靠来源，该方法还曾被同时期的帕提亚用以杀死前三头同盟之一的马库斯·李锡尼·克拉苏。